# Hans Harald Molander
Hans Harald Molander, född 7 februari 1920 i Stockholm, död 28 september 2007, var en svensk inredningsarkitekt.
Molander, som var son till filosofie doktor Olof Molander och Selma Enwall, utexaminerades från Högre Konstindustriella Skolan 1945. Han var chef för Nordiska Kompaniets inredningsavdelnings arkitektkontor för offentlig miljö 1951–1959, chefsarkitekt och konstnärlig ledare för Nordiska Kompaniets nybyggnadsverksamhet 1959–1967 och bedrev egen arkitektverksamhet från 1967.